# 春の高校伊那駅伝
春の高校伊那駅伝（はるのこうこういなえきでん、長野県高校新人駅伝競走大会）は、毎年3月に長野県伊那市で開催される駅伝大会。伊那駅伝とも呼ばれる。
春の高校伊那駅伝実行委員会、長野県、長野県教育委員会、長野県高等学校体育連盟、長野陸上競技協会、信濃毎日新聞社、信毎文化事業財団、伊那市、伊那市教育委員会 主催。
1978年に上伊那陸上競技協会が主管して長野県高校新人駅伝競走大会として男子の部が初めて開催され、1985年に女子の部が開催された。
近年では全国各地から全国高等学校駅伝競走大会（都大路）の常連校や準常連校、インターハイの強豪校などが参加し、北海道から沖縄まで男女合わせて約200チームが熱戦を繰り広げる高校駅伝の大会としては国内最大規模の大会に発展している。

## 概要
毎年3月末に長野県伊那市で開催される本大会は、高校生のみが参加する駅伝大会として、毎年12月に開催される全国高等学校駅伝競走大会（都大路）に次ぐ全国規模の駅伝大会である。
伊那市陸上競技場を発着点とし、木曽山脈と赤石山脈をつなぐのどかな田園地帯を抜ける起伏の多いコースが特徴で女子の部は5区間、21.0975kmのコース、男子の部は6区間、42.195kmのコースで競われる。
伊那駅伝に出場できるのは高校1・2年生に限られるため、ほとんどのチームにとって3年生が引退した後に経験する最初の全国レベルの駅伝大会である。
春の伊那路を制するものが都大路を制するとも言われており、伊那駅伝は都大路に向けた「駅伝の新人戦」として夏のインターハイや年末の都大路までの勢力図を占う大会として陸上関係者や駅伝ファンから注目される大会となっている。
大学駅伝や実業団で活躍する多くの陸上長距離選手が伊那駅伝を走っており、都大路やその先の大学駅伝を目指す選手たちの登竜門として、トップレベルの選手が競い合える貴重な大会である。
また、大会開催日が高校の春休みと重なることから、全国各地から集まった強豪チームが大会後にそのまま伊那市周辺や、菅平、蓼科といった長野県の高地にとどまって合宿を行うのも伊那駅伝前後の恒例となっている。
全国の強豪校が出場する一方で、予選大会や参加標準記録の設定が無いことも特筆すべき特徴であり、その門戸の広さから参加チームは新型コロナ感染症の影響で一時減少したものの増加傾向にある。
1994年より長野朝日放送が地上波テレビ中継を開始し、2016年からテレビ放映権が長野放送に変更。
2017年からはBSフジで全国生中継がされている。

## コース

### 女子
女子の部は、伊那市陸上競技場から伊那北を折返し、西春近柳沢を折返す5区間、21.0975kmのコース。
大会記録は第40回大会で仙台育英が出した1時間09分20秒。
| 区    | 距離     | 区間                             | 区間記録           | 区間記録保持者                  |
| ----- | -------- | -------------------------------- | ------------------ | ------------------------------- |
| 第1区 | 5.9km    | 伊那市陸上競技場〜いなっせ       | 18分51秒（2016年） | 加世田梨花（成田）              |
| 第2区 | 2.6km    | いなっせ〜伊那バス               | 7分49秒（2025年）  | ムトニ マーガレット（神村学園） |
| 第3区 | 4.3km    | 伊那バス〜伊那食品工業本社       | 14分06秒（2022年） | カリバ カロライン（神村学園）   |
| 第4区 | 4.7km    | 伊那食品工業本社〜小出三区公民館 | 15分20秒（2024年） | 細川あおい（仙台育英）          |
| 第5区 | 3.5975km | 小出三区公民館〜伊那市陸上競技場 | 11分48秒（2012年） | 矢野栞理（北九州市立）          |

※各区間の距離、記録は第23回大会で行われたコース変更以降の記録。
※女子区間では、1区以外の区間で外国人留学生の出場が可能。

### 男子
男子の部は伊那市陸上競技場から高遠町商店街折返す6区間、42.195kmのコース。
全国高校駅伝より一区間少なく長距離選手に有利なコースが特徴。
大会記録は第45回大会で佐久長聖が出した2時間06分43秒。
| 区    | 距離    | 区間                                       | 区間記録           | 区間記録保持者                |
| ----- | ------- | ------------------------------------------ | ------------------ | ----------------------------- |
| 第1区 | 7.98km  | 伊那市陸上競技場〜伊那市保健センター       | 22分54秒（2023年） | 飯田翔大（出水中央）          |
| 第2区 | 7.52km  | 伊那市保健センター〜みぶの里               | 22分28秒（2024年） | 増子陽太（学法石川）          |
| 第3区 | 7.2km   | みぶの里〜オートパル上伊那東部中央給油所   | 22分22秒（2024年） | 飯田ケビン（小林）            |
| 第4区 | 9.1km   | オートパル上伊那東部中央給油所〜伊那市役所 | 25分12秒（2014年） | ポール カマイン（世羅）       |
| 第5区 | 5.1km   | 伊那市役所〜いなっせ                       | 13分56秒（2024年） | ガユ サミュエル（札幌山の手） |
| 第6区 | 5.295km | いなっせ〜伊那市陸上競技場                 | 16分01秒（2008年） | 佐々木寛文（佐久長聖）        |

※各区間の距離は過去に複数回変更が行われており、区間記録は、コース変更以降（1区・2区/第44回、3区/第39回、4区/第30回、5区/第32回　6区/第30回）の記録。
※男子区間では、5区で外国人留学生の出場が可能。

## 優勝校
| 開催日        | 男子 | 男子                                   | 男子                                   | 男子                                   | 男子                                   | 男子                                   | 女子                         | 女子                                   | 女子                                   | 女子                                   | 女子                                   | 女子                                   |
| 開催日        | 回数 | 校数                                   | 優勝校（都道府県）                     | 優勝回数                               | タイム                                 | コース変更                             | 回数                         | 校数                                   | 優勝校（都道府県）                     | 優勝回数                               | タイム                                 | コース変更                             |
| ------------- | ---- | -------------------------------------- | -------------------------------------- | -------------------------------------- | -------------------------------------- | -------------------------------------- | ---------------------------- | -------------------------------------- | -------------------------------------- | -------------------------------------- | -------------------------------------- | -------------------------------------- |
| 1978年3月19日 | 1    | 19                                     | 岡谷南（長野）                         | 初優勝                                 | 1時間41分28秒                          |                                        | （女子の部は1985年から実施） | （女子の部は1985年から実施）           | （女子の部は1985年から実施）           | （女子の部は1985年から実施）           | （女子の部は1985年から実施）           | （女子の部は1985年から実施）           |
| 1979年3月18日 | 2    | 23                                     | 岡谷南（長野）                         | 2回目                                  | 1時間40分13秒                          | ⚪︎                                     | （女子の部は1985年から実施） | （女子の部は1985年から実施）           | （女子の部は1985年から実施）           | （女子の部は1985年から実施）           | （女子の部は1985年から実施）           | （女子の部は1985年から実施）           |
| 1980年3月16日 | 3    | 28                                     | 伊那北（長野）                         | 初優勝                                 | 1時間40分17秒                          |                                        | （女子の部は1985年から実施） | （女子の部は1985年から実施）           | （女子の部は1985年から実施）           | （女子の部は1985年から実施）           | （女子の部は1985年から実施）           | （女子の部は1985年から実施）           |
| 1981年3月15日 | 4    | 33                                     | 伊那北（長野）                         | 2回目                                  | 1時間39分58秒                          |                                        | （女子の部は1985年から実施） | （女子の部は1985年から実施）           | （女子の部は1985年から実施）           | （女子の部は1985年から実施）           | （女子の部は1985年から実施）           | （女子の部は1985年から実施）           |
| 1982年3月13日 | 5    | 37                                     | 岩村田（長野）                         | 初優勝                                 | 1時間40分15秒                          |                                        | （女子の部は1985年から実施） | （女子の部は1985年から実施）           | （女子の部は1985年から実施）           | （女子の部は1985年から実施）           | （女子の部は1985年から実施）           | （女子の部は1985年から実施）           |
| 1983年3月13日 | 6    | 31                                     | 上伊那農業（長野）                     | 初優勝                                 | 1時間39分11秒                          |                                        | （女子の部は1985年から実施） | （女子の部は1985年から実施）           | （女子の部は1985年から実施）           | （女子の部は1985年から実施）           | （女子の部は1985年から実施）           | （女子の部は1985年から実施）           |
| 1984年3月11日 | 7    | 34                                     | 上伊那農業（長野）                     | 2回目                                  | 1時間40分05秒                          | ⚪︎                                     | （女子の部は1985年から実施） | （女子の部は1985年から実施）           | （女子の部は1985年から実施）           | （女子の部は1985年から実施）           | （女子の部は1985年から実施）           | （女子の部は1985年から実施）           |
| 1985年3月17日 | 8    | 30                                     | 飯田（長野）                           | 初優勝                                 | 1時間39分02秒                          | ⚪︎                                     | 1                            | 18                                     | 赤穂（長野）                           | 初優勝                                 | 58分35秒                               |                                        |
| 1986年3月16日 | 9    | 40                                     | 上伊那農業A（長野）                    | 3回目                                  | 1時間39分14秒                          |                                        | 2                            | 22                                     | 伊那北（長野）                         | 初優勝                                 | 58分23秒                               |                                        |
| 1987年3月15日 | 10   | 40                                     | 中京商業（岐阜）                       | 初優勝                                 | 1時間35分15秒                          |                                        | 3                            | 19                                     | 赤穂（長野）                           | 2回目                                  | 57分54秒                               |                                        |
| 1988年3月13日 | 11   | 45                                     | 報徳学園（兵庫）                       | 初優勝                                 | 1時間32分58秒                          |                                        | 4                            | 20                                     | 宇治（京都）                           | 初優勝                                 | 52分40秒                               |                                        |
| 1989年3月12日 | 12   | 48                                     | 西脇工業（兵庫）                       | 初優勝                                 | 1時間33分05秒                          |                                        | 5                            | 20                                     | 宇治（京都）                           | 2回目                                  | 53分24秒                               |                                        |
| 1990年3月18日 | 13   | 50                                     | 西脇工業（兵庫）                       | 2回目                                  | 1時間31分43秒                          |                                        | 6                            | 27                                     | 宇治（京都）                           | 3回目                                  | 51分11秒                               |                                        |
| 1991年3月17日 | 14   | 51                                     | 上野工業（三重）                       | 初優勝                                 | 1時間34分04秒                          | ⚪︎                                     | 7                            | 31                                     | 宇治（京都）                           | 4回目                                  | 55分26秒                               | ⚪︎                                     |
| 1992年3月15日 | 15   | 50                                     | 報徳学園（兵庫）                       | 2回目                                  | 2時間15分12秒                          | ⚪︎                                     | 8                            | 32                                     | 宇治（京都）                           | 5回目                                  | 1時間12分21秒                          | ⚪︎                                     |
| 1993年3月20日 | 16   | 46                                     | 西脇工業（兵庫）                       | 3回目                                  | 2時間12分13秒                          |                                        | 9                            | 32                                     | 宇治（京都）                           | 6回目                                  | 1時間12分17秒                          |                                        |
| 1994年3月20日 | 17   | 52                                     | 西脇工業（兵庫）                       | 4回目                                  | 2時間12分09秒                          |                                        | 10                           | 36                                     | 市立船橋（千葉）                       | 初優勝                                 | 1時間12分48秒                          |                                        |
| 1995年3月19日 | 18   | 59                                     | 報徳学園（兵庫）                       | 3回目                                  | 2時間11分48秒                          |                                        | 11                           | 38                                     | 須磨学園（兵庫）                       | 初優勝                                 | 1時間12分47秒                          |                                        |
| 1996年3月24日 | 19   | 53                                     | 報徳学園（兵庫）                       | 4回目                                  | 2時間13分22秒                          |                                        | 12                           | 34                                     | 市立船橋（千葉）                       | 2回目                                  | 1時間12分04秒                          |                                        |
| 1997年3月24日 | 20   | 56                                     | 西脇工業（兵庫）                       | 5回目                                  | 2時間10分45秒                          |                                        | 13                           | 33                                     | 立命館宇治（京都）                     | 7回目                                  | 1時間13分16秒                          |                                        |
| 1998年3月22日 | 21   | 54                                     | 西脇工業（兵庫）                       | 6回目                                  | 2時間10分07秒                          |                                        | 14                           | 34                                     | 夙川学院（兵庫）                       | 初優勝                                 | 1時間12分25秒                          |                                        |
| 1999年3月21日 | 22   | 55                                     | 西脇工業（兵庫）                       | 7回目                                  | 2時間10分00秒                          |                                        | 15                           | 41                                     | 立命館宇治（京都）                     | 8回目                                  | 1時間12分51秒                          |                                        |
| 2000年3月19日 | 23   | 64                                     | 大牟田（福岡）                         | 初優勝                                 | 2時間10分40秒                          |                                        | 16                           | 37                                     | 市立船橋（千葉）                       | 3回目                                  | 1時間13分09秒                          |                                        |
| 2001年3月18日 | 24   | 67                                     | 大牟田（福岡）                         | 2回目                                  | 2時間11分16秒                          |                                        | 17                           | 28                                     | 須磨学園（兵庫）                       | 2回目                                  | 1時間11分20秒                          |                                        |
| 2002年3月24日 | 25   | 79                                     | 佐久長聖（長野）                       | 初優勝                                 | 2時間10分00秒                          |                                        | 18                           | 31                                     | 立命館宇治（京都）                     | 9回目                                  | 1時間12分44秒                          |                                        |
| 2003年3月23日 | 26   | 81                                     | 佐久長聖（長野）                       | 2回目                                  | 2時間11分55秒                          |                                        | 19                           | 41                                     | 須磨学園（兵庫）                       | 3回目                                  | 1時間11分33秒                          |                                        |
| 2004年3月21日 | 27   | 74                                     | 西脇工業（兵庫）                       | 8回目                                  | 2時間11分13秒                          |                                        | 20                           | 41                                     | 立命館宇治（京都）                     | 10回目                                 | 1時間11分43秒                          |                                        |
| 2005年3月20日 | 28   | 79                                     | 報徳学園（兵庫）                       | 5回目                                  | 2時間11分03秒                          |                                        | 21                           | 37                                     | 須磨学園（兵庫）                       | 4回目                                  | 1時間10分38秒                          |                                        |
| 2006年3月19日 | 29   | 77                                     | 佐久長聖（長野）                       | 3回目                                  | 2時間10分54秒                          |                                        | 22                           | 33                                     | 諫早（長崎）                           | 初優勝                                 | 1時間13分13秒                          |                                        |
| 2007年3月18日 | 30   | 81                                     | 佐久長聖（長野）                       | 4回目                                  | 2時間09分06秒                          | ⚪︎                                     | 23                           | 46                                     | 立命館宇治（京都）                     | 11回目                                 | 1時間10分57秒                          | ⚪︎                                     |
| 2008年3月23日 | 31   | 81                                     | 佐久長聖（長野）                       | 5回目                                  | 2時間06分45秒                          |                                        | 24                           | 49                                     | 立命館宇治（京都）                     | 12回目                                 | 1時間10分28秒                          |                                        |
| 2009年3月22日 | 32   | 78                                     | 世羅（広島）                           | 初優勝                                 | 2時間10分40秒                          | ⚪︎                                     | 25                           | 56                                     | 須磨学園（兵庫）                       | 5回目                                  | 1時間11分46秒                          |                                        |
| 2010年3月21日 | 33   | 74                                     | 西脇工業（兵庫）                       | 9回目                                  | 2時間10分27秒                          |                                        | 26                           | 57                                     | 秦野（神奈川）                         | 初優勝                                 | 1時間11分45秒                          |                                        |
| 2011年3月20日 | 34   | 東日本大震災により中止                 | 東日本大震災により中止                 | 東日本大震災により中止                 | 東日本大震災により中止                 | 東日本大震災により中止                 | 27                           | 東日本大震災により中止                 | 東日本大震災により中止                 | 東日本大震災により中止                 | 東日本大震災により中止                 | 東日本大震災により中止                 |
| 2012年3月18日 | 35   | 95                                     | 豊川工業（愛知）                       | 初優勝                                 | 2時間08分14秒                          |                                        | 28                           | 53                                     | 立命館宇治（京都）                     | 13回目                                 | 1時間10分16秒                          |                                        |
| 2013年3月24日 | 36   | 114                                    | 伊賀白鳳（三重）                       | 初優勝                                 | 2時間10分45秒                          |                                        | 29                           | 53                                     | 立命館宇治（京都）                     | 14回目                                 | 1時間11分18秒                          |                                        |
| 2014年3月23日 | 37   | 121                                    | 伊賀白鳳（三重）                       | 2回目                                  | 2時間10分14秒                          |                                        | 30                           | 59                                     | 大阪薫英女学院（大阪）                 | 初優勝                                 | 1時間09分54秒                          |                                        |
| 2015年3月22日 | 38   | 128                                    | 世羅（広島）                           | 2回目                                  | 2時間10分00秒                          |                                        | 31                           | 57                                     | 常磐（群馬）                           | 初優勝                                 | 1時間11分17秒                          |                                        |
| 2016年3月20日 | 39   | 118                                    | 倉敷（岡山）                           | 初優勝                                 | 2時間09分57秒                          | ⚪︎                                     | 32                           | 47                                     | 大阪薫英女学院（大阪）                 | 2回目                                  | 1時間11分27秒                          |                                        |
| 2017年3月19日 | 40   | 126                                    | 佐久長聖（長野）                       | 6回目                                  | 2時間10分17秒                          |                                        | 33                           | 50                                     | 西脇工業（兵庫）                       | 初優勝                                 | 1時間10分29秒                          |                                        |
| 2018年3月18日 | 41   | 110                                    | 佐久長聖（長野）                       | 7回目                                  | 2時間10分23秒                          |                                        | 34                           | 65                                     | 長野東（長野）                         | 初優勝                                 | 1時間10分44秒                          |                                        |
| 2019年3月24日 | 42   | 109                                    | 世羅（広島）                           | 3回目                                  | 2時間10分58秒                          |                                        | 35                           | 59                                     | 仙台育英（宮城）                       | 初優勝                                 | 1時間10分48秒                          |                                        |
| 2020年3月22日 | 43   | 新型コロナウイルスの感染拡大により中止 | 新型コロナウイルスの感染拡大により中止 | 新型コロナウイルスの感染拡大により中止 | 新型コロナウイルスの感染拡大により中止 | 新型コロナウイルスの感染拡大により中止 | 36                           | 新型コロナウイルスの感染拡大により中止 | 新型コロナウイルスの感染拡大により中止 | 新型コロナウイルスの感染拡大により中止 | 新型コロナウイルスの感染拡大により中止 | 新型コロナウイルスの感染拡大により中止 |
| 2021年3月21日 | 44   | 69                                     | 洛南（京都）                           | 初優勝                                 | 2時間07分38秒                          | ⚪︎                                     | 37                           | 34                                     | 大阪薫英女学院（大阪）                 | 3回目                                  | 1時間11分52秒                          |                                        |
| 2022年3月20日 | 45   | 83                                     | 佐久長聖（長野）                       | 8回目                                  | 2時間06分43秒                          |                                        | 38                           | 37                                     | 神村学園（鹿児島）                     | 初優勝                                 | 1時間10分13秒                          |                                        |
| 2023年3月19日 | 46   | 124                                    | 須磨学園（兵庫）                       | 初優勝                                 | 2時間07分48秒                          |                                        | 39                           | 64                                     | 立命館宇治（京都）                     | 15回目                                 | 1時間10分41秒                          |                                        |
| 2024年3月24日 | 47   | 127                                    | 洛南（京都）                           | 2回目                                  | 2時間06分56秒                          |                                        | 40                           | 54                                     | 仙台育英（宮城）                       | 2回目                                  | 1時間09分20秒                          |                                        |
| 2025年3月23日 | 48   | 126                                    | 仙台育英（宮城）                       | 初優勝                                 | 2時間08分56秒                          |                                        | 41                           | 53                                     | 長野東（長野）                         | 2回目                                  | 1時間11分06秒                          |                                        |

- 出場チーム数は、オープン参加を含む
- 赤太字は大会記録

## 伊藤国光杯
春の高校伊那駅伝に出場した長野県内の最優秀選手、男女各1名に授与される。
10000m、マラソンの元日本記録保持者、長野県伊那市出身である伊藤国光の名を冠し、男子第20回記念大会を契機に創設された。